# Havelock
För andra betydelser, se Havelock (olika betydelser).
Havelock [hä'vilåk] är ett formsytt, vitt lätt tygstycke som hängs baktill från en hatt eller militärmössa som skydd för nacken och halsen mot solen. Den användes först i Indien och har sitt namn efter generalen sir Henry Havelock.